# 上反町
上反町（かみたんまち）は、神奈川県横浜市神奈川区の町名。字として1丁目、2丁目がある。住居表示未実施区域。

## 地理
神奈川区の南部に位置し、東に桐畑、南と西に高島台、北西に泉町、北に松本町、北東の一部分で反町と接している。

## 歴史

### 町名の由来
字名から。

### 沿革
- 1932年（昭和7年）1月1日 - 青木町字反町の一部を分離し、上反町が新設[5]。横浜市神奈川区上反町となる。
- 1961年（昭和36年）2月16日 - 反町地区の土地区画整理事業に伴い[6]、上反町の一部を泉町、高島台へ編入。松本町、桐畑との境界を変更[7]。
- 1974年（昭和49年）2月6日 - 台町地区の土地区画整理事業に伴い[6]、高島台の一部を編入[8]。

## 世帯数と人口
2025年（令和7年）6月30日現在（横浜市発表）の世帯数と人口は以下の通りである。
| 丁目        | 世帯数  | 人口    |
| ----------- | ------- | ------- |
| 上反町1丁目 | 391世帯 | 630人   |
| 上反町2丁目 | 382世帯 | 653人   |
| 計          | 773世帯 | 1,283人 |

### 人口の変遷
国勢調査による人口の推移。
| 年                 | 人口  |
| ------------------ | ----- |
| 1995年（平成7年）  | 1,302 |
| 2000年（平成12年） | 1,294 |
| 2005年（平成17年） | 1,282 |
| 2010年（平成22年） | 1,222 |
| 2015年（平成27年） | 1,212 |
| 2020年（令和2年）  | 1,305 |

### 世帯数の変遷
国勢調査による世帯数の推移。
| 年                 | 世帯数 |
| ------------------ | ------ |
| 1995年（平成7年）  | 667    |
| 2000年（平成12年） | 698    |
| 2005年（平成17年） | 722    |
| 2010年（平成22年） | 736    |
| 2015年（平成27年） | 761    |
| 2020年（令和2年）  | 799    |

## 学区
市立小・中学校に通う場合、学区は以下の通りとなる（2024年11月時点）。
| 丁目        | 番・番地等 | 小学校             | 中学校               |
| ----------- | ---------- | ------------------ | -------------------- |
| 上反町1丁目 | 全域       | 横浜市立青木小学校 | 横浜市立栗田谷中学校 |
| 上反町2丁目 | 全域       | 横浜市立青木小学校 | 横浜市立栗田谷中学校 |

## 事業所
2021年（令和3年）現在の経済センサス調査による事業所数と従業員数は以下の通りである。
| 丁目        | 事業所数 | 従業員数 |
| ----------- | -------- | -------- |
| 上反町1丁目 | 20事業所 | 156人    |
| 上反町2丁目 | 15事業所 | 82人     |
| 計          | 35事業所 | 238人    |

### 事業者数の変遷
経済センサスによる事業所数の推移。
| 年                 | 事業者数 |
| ------------------ | -------- |
| 2016年（平成28年） | 33       |
| 2021年（令和3年）  | 35       |

### 従業員数の変遷
経済センサスによる従業員数の推移。
| 年                 | 従業員数 |
| ------------------ | -------- |
| 2016年（平成28年） | 228      |
| 2021年（令和3年）  | 238      |

## 交通

### 鉄道
- 東急電鉄東横線
  - 反町駅

### 道路
- 国道1号

## 施設
- 東横フラワー緑道

## その他

### 日本郵便
- 郵便番号 : 221-0831[3]（集配局：神奈川郵便局[18]）

### 警察
町内の警察の管轄区域は以下の通りである。
| 丁目        | 番・番地等 | 警察署       | 交番・駐在所 |
| ----------- | ---------- | ------------ | ------------ |
| 上反町1丁目 | 全域       | 神奈川警察署 | 反町交番     |
| 上反町2丁目 | 全域       | 神奈川警察署 | 反町交番     |